# Juan de Salas (fraile)
Fray Juan de Salas fue un fraile franciscano español que evangelizó a los habitantes del actual Nuevo México y Texas en la primera mitad del siglo XVII.

## Isleta

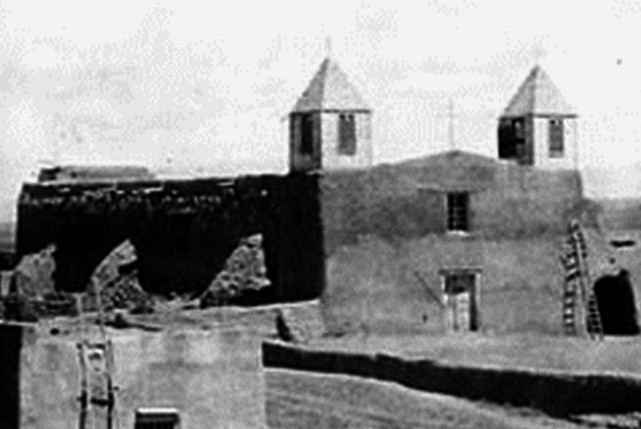
Misión de Isleta en 1880

En 1612 Juan de Salas llegó a Nuevo México con Ordóñez. Se convirtió en misionero en la Misión de San Agustín de la Isleta en Isleta Pueblo, Nuevo México, justo al sur de la moderna ciudad de Albuquerque, Nuevo México. Fray Salas levantó el "convento" de Isleta, a finales de 1612, principios de 1613.

### Lamujer de azul
En 1629, la misión fue visitada por indios jumano procedentes de una región más al sur y al este de Albuquerque. Los nativos visitantes informaron que habían sido visitados por una "Mujer de Azul" y ella les había dicho que pidieran instrucción religiosa. Algunos dicen que los jumanos estaban interesados principalmente en obtener protección frente a los apaches. En ese momento, la monja María de Jesús de Ágreda vivía en un convento en Ágreda, en España, y era conocida por caer en trances extáticos. Entre 1620 y 1623, a menudo decía que fue "transportada con la ayuda de los ángeles" a asentamientos de personas llamados Jumanos, y estas visitas reportadas continuaron en los años siguientes, aunque con menor frecuencia. En 1629 los frailes de Isleta recibieron una consulta de España sobre si los indios habían informado de visitas de una monja, e inmediatamente identificaron a la "Mujer de Azul" con María de Agreda.

## Misiones jumanos
Salas y Fray Diego León visitaron el país de los Jumanos en julio de 1629, unas 300 millas (482,8 km) al ESE de Isleta, trabajando con ellos durante varios meses. Cuando de Salas y López llegaron a los Jumanos, descubrieron que ya tenían un buen conocimiento de las enseñanzas cristianas, que atribuyeron al trabajo de la Dama de Azul. Por lo tanto, bautizaron a los diez mil miembros de la tribu sin más instrucciones. También sanaron a muchos enfermos mediante el poder de su religión. Mientras estuvieron allí, recibieron solicitudes de enseñanza de tribus más al este. En 1632 Salas, el padre Juan de Ortega y un pequeño grupo de soldados viajaron al país de Jumano cerca de lo que hoy es San Angelo, Texas. Llamaron al río en el que vivían los Jumanas Río de Nueces por las nueces que crecían a su lado. Salas regresó a Santa Fe y Ortega lo siguió seis meses después.

## Eventos posteriores
Fray Salas fue registrado como sacerdote en Cuaray en 1643.
Posteriormente, la ruta hacia Texas tomada por Juan de Salas sería seguida por la expedición Castillo-Martín de 1650 y la expedición de Diego de Guadalajara de 1654. Los españoles se interesaron cada vez más por la región. Construyeron misiones y finalmente construyeron la ciudad de San Angelo, Texas, cerca del sitio de la misión de Salas.